# 5. Arrondissement (Paris)

Logo der mairie des 5. Arrondissements

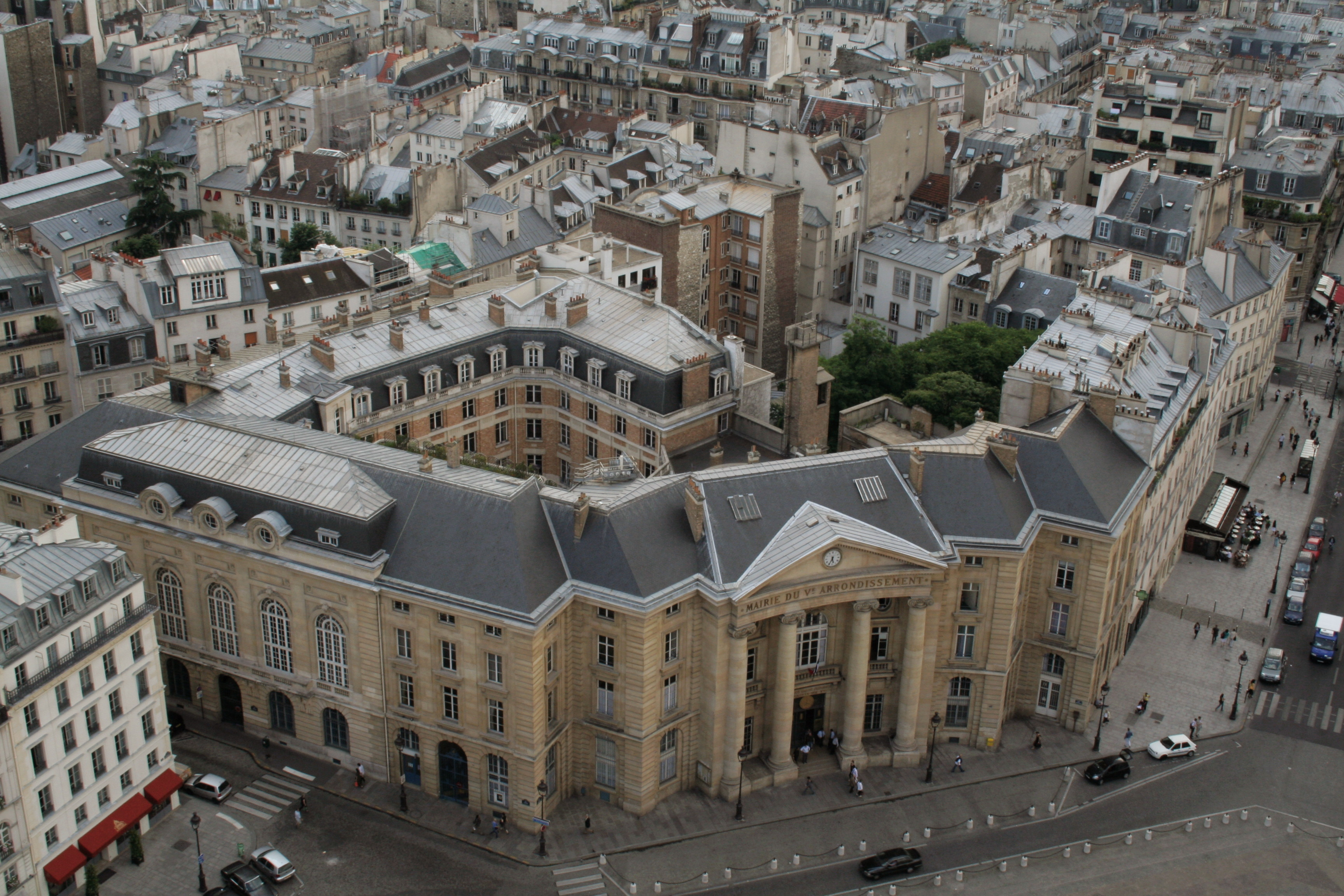
Rathaus des 5. Arrondissements

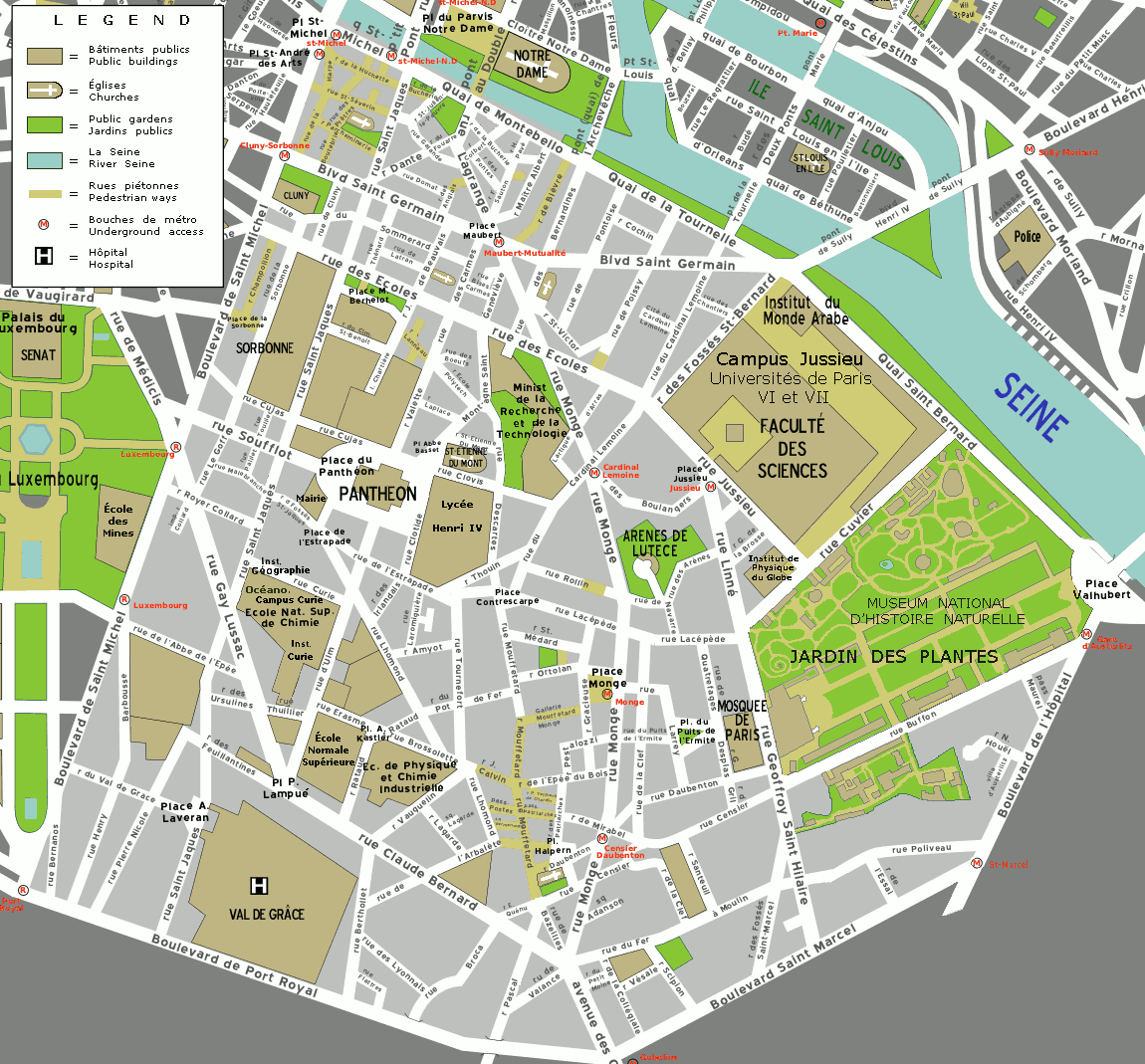
Karte des 5. Arrondissements

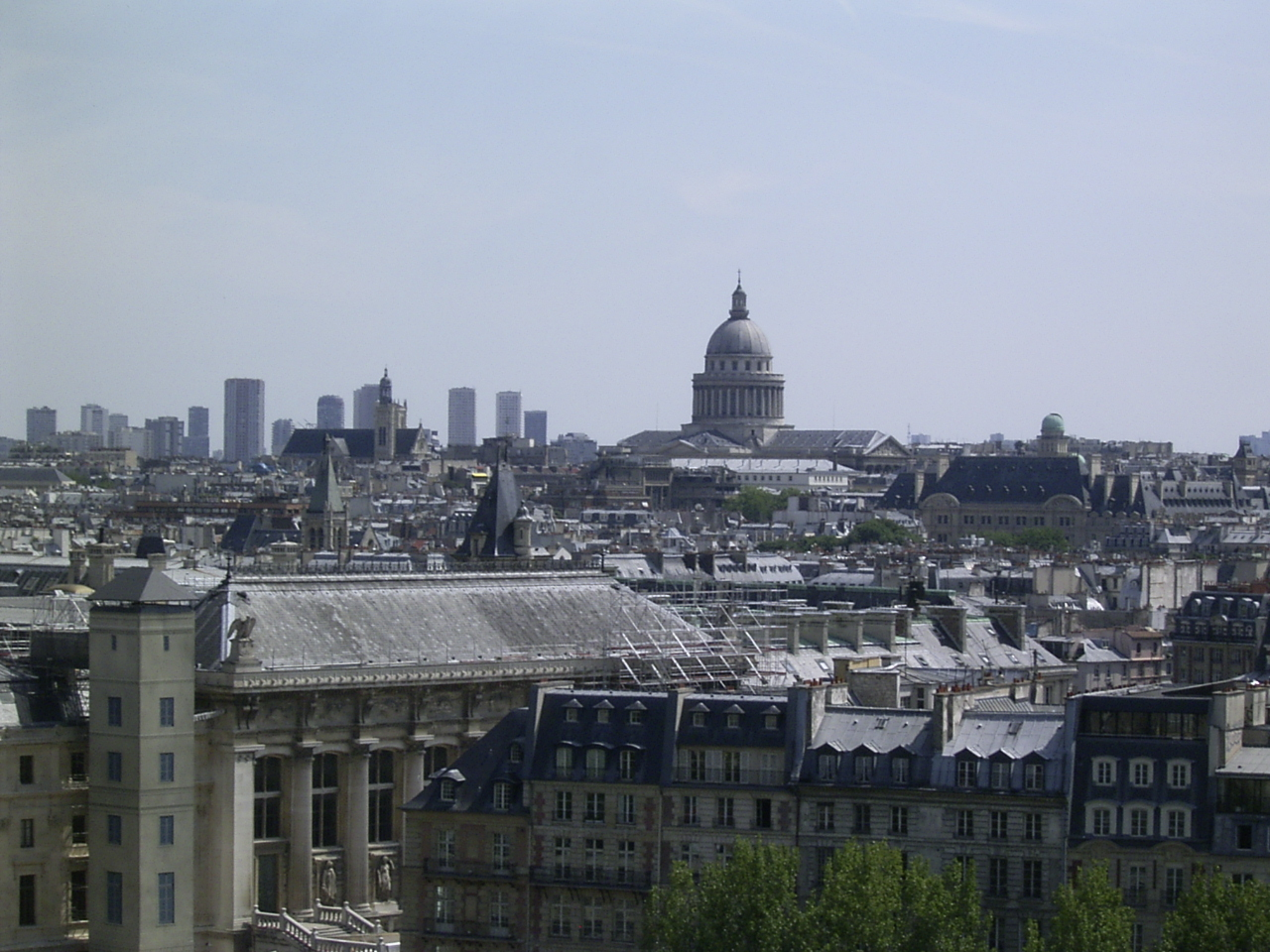
Das 5. Arrondissement mit dem Panthéon

Das 5. Pariser Arrondissement, das Arrondissement du Panthéon, ist das älteste der 20 Pariser Arrondissements. Es geht auf das in der römischen Antike errichtete Lutetia zurück und bedeckt den größten Teil des Quartier Latin, des traditionellen Universitätsviertels.

## Geographische Lage
Das 5. Arrondissement liegt am linken Ufer der Seine. Es grenzt im Norden – abgetrennt durch die Seine – an das 4. Arrondissement, im Westen an das 6., im Süden an das 14. und im Osten an das 13. Arrondissement. Sein Umriss ähnelt grob einem leicht nach rechts gekippten Quadrat – wobei die Seiten nach Süden und Osten hin eher die Form eines sanft geschwungenen Bogens einnehmen. Begrenzt wird es im Westen vom Boulevard Saint-Michel, im Norden von der Seine, im Osten vom Boulevard de L'Hôpital und im Südosten und Süden vom Boulevard Saint-Marcel und Boulevard de Port Royal.
Das Straßenraster ist großteils unregelmäßig und entspricht stärker als in anderen Bezirken den Straßenführungen vor den Stadterneuerungsaktivitäten des Baron Haussmann. Der Fall ist dies vor allem im historischen Quartier Latin, einem der ältesten Pariser Viertel. Es nimmt, von der Seine ausgehend, rund zwei Drittel des Arrondissements ein und reicht – so die Umrissmarkierung bei Google Maps – im nordwestlichen Bereich hinüber in die Seine-nahen Altstadtquartiere des benachbarten 6. Arrondissements. Markantester Punkt des 5. Arrondissements ist das Pantheon, dessen Bezeichnung es auch im Namen trägt. Weitere hervorstechende Punkte sind die auf das Mittelalter zurückgehenden Gebäude der Sorbonne westlich des Pantheon, die Universität Pierre und Marie Curie und der Jardin des Plantes im Osten des Bezirks sowie Palais und Jardin du Luxembourg in unmittelbar angrenzender westlicher Nachbarschaft im 6. Arrondissement.
Wichtige Verkehrswege sind die Quais entlang der Seine (Quai de Montebello, Quai de la Tournelle und Quai Saint-Bernard). Durch den Seine-nahen Teil des Quartier Latin hinein ins 6. Arrondissement führt der Boulevard Saint-Germain. Zentrale Straßen im alten Quartier Latin sind die Rue Mouffetard und die Rue Monge; beide verlaufen östlich des Panthéon in Nord-Süd-Richtung. Seine-Brücken, an denen das 5. Arrondissement partizipiert, sind von West nach Ost: Pont Saint-Michel, Petit Pont-Cardinal Lustiger, Pont de l’Archevêché (alle drei zur Île de la Cité), Pont de la Tournelle, Pont de Sully (beide zur Île Saint-Louis) und Pont d’Austerlitz (einzige direkt zur rechten Uferseite führende Brücke).
Die Topografie des Bezirks ist vor allem im Kerngebiet des alten Quartier Latin von ansteigendem und abfallendem Terrain geprägt. Mittelpunkt hier ist der Montagne Sainte-Geneviève – ein Hügel, dessen Nordhang bereits von der antiken Siedlung Lutetia genutzt wurde, und auf dem heute das Panthéon steht. Am Fuß des Hügels befand sich früher der Unterlauf der in die Seine einmündenden Bièvre; im 19. Jahrhundert wurde diese allerdings überbaut. Im südwestlichen Teil steigt das Terrain stetiger an in Richtung zu den höher gelegenen Straßenzügen von Montparnasse.

## Geschichte
Die Ursprünge des heutigen 5. Arrondissements reichen zurück bis in die Antike, als die Römer um 52 v. Chr. Lutetia auf dem linken Ufer der Seine errichteten. Das nahegelegene gallische Dorf der Parisier lag auf der strategisch geschützten Île de la Cité. Die beiden Ansiedlungen erfüllten unterschiedliche Funktionen: Die gallische diente als Handelszentrum, die römische auf dem linken Seine-Ufer wurde als städtisches und administratives Zentrum nach römischen Plänen entwickelt. Im Verlauf des 2. und 3. Jahrhunderts entstanden auf dem linken Seine-Ufer Bauwerke wie die Cluny-Termen (siehe: Hôtel de Cluny), ein Amphitheater und ein Forum. Wichtigste Straße war die – parallel zum heutigen Boulevard Saint-Michel verlaufende – Rue Saint-Jacques. Handelsstraßen sorgten darüber hinaus für den Austausch mit anderen römischen Zentren wie Lyon, Rouen und Trier.
Der Ausbau der römischen Siedlung endete um 250. 486 fiel das Gebiet an die Franken. Während der fränkischen Zeit bürgerte sich erstmals der Name „Paris“ ein. Barbareneinfälle und politische Unsicherheiten zwangen die Bevölkerung, sich auf die leichter zu verteidigende Île de la Cité zurückzuziehen. Das linke Seine-Ufer wurde größtenteils aufgegeben. Einige religiöse Zentren blieben bestehen – insbesondere die Abtei Sainte-Geneviève, die im frühen Mittelalter eine wichtige geistige Rolle innehatte. Im Zug der Wikingerüberfälle im 9. Jahrhundert wurde auch das linke Seineufer in Mitleidenschaft gezogen.

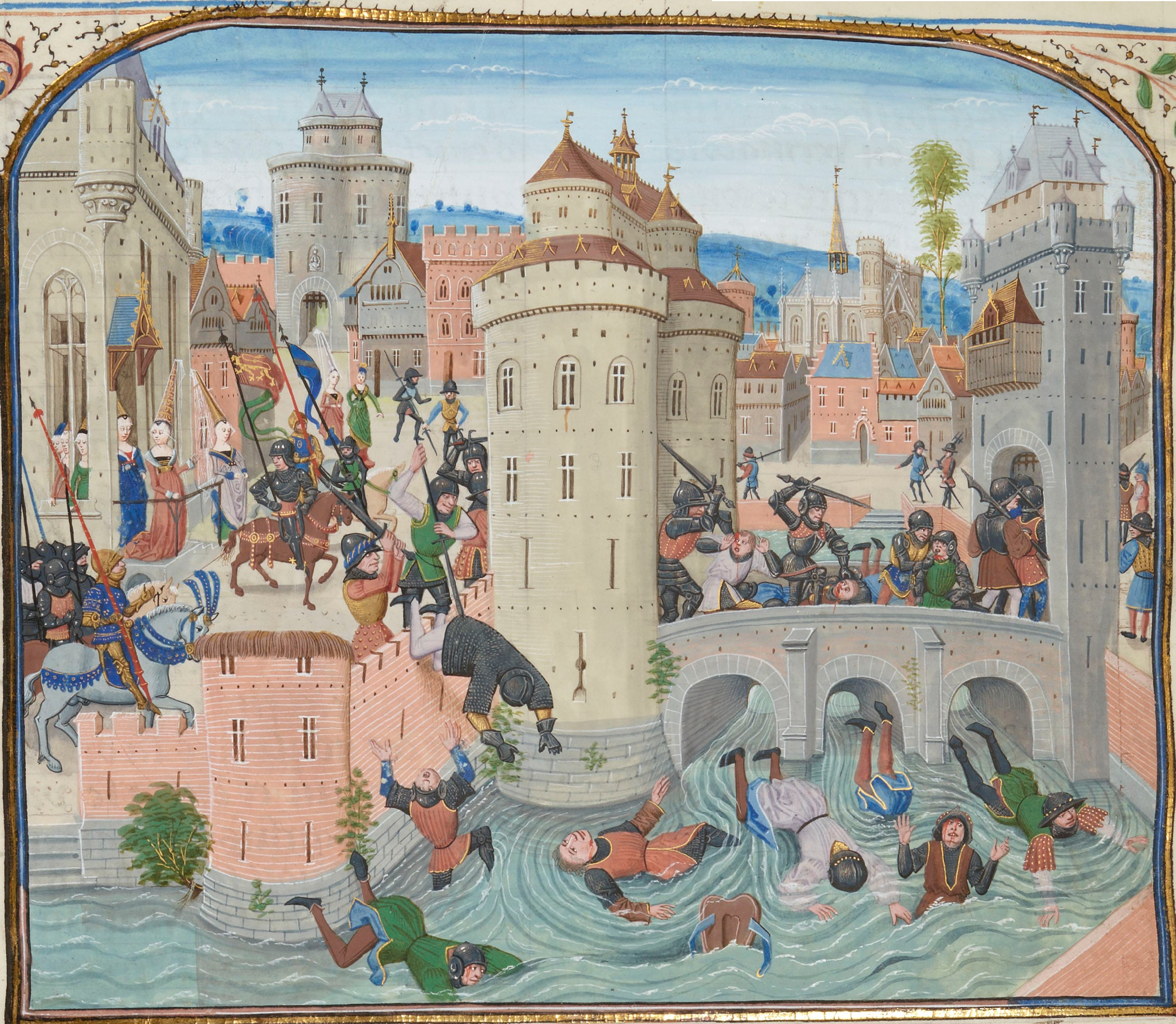
Unruhen in Paris zur Zeit der Jacquerie (1358)

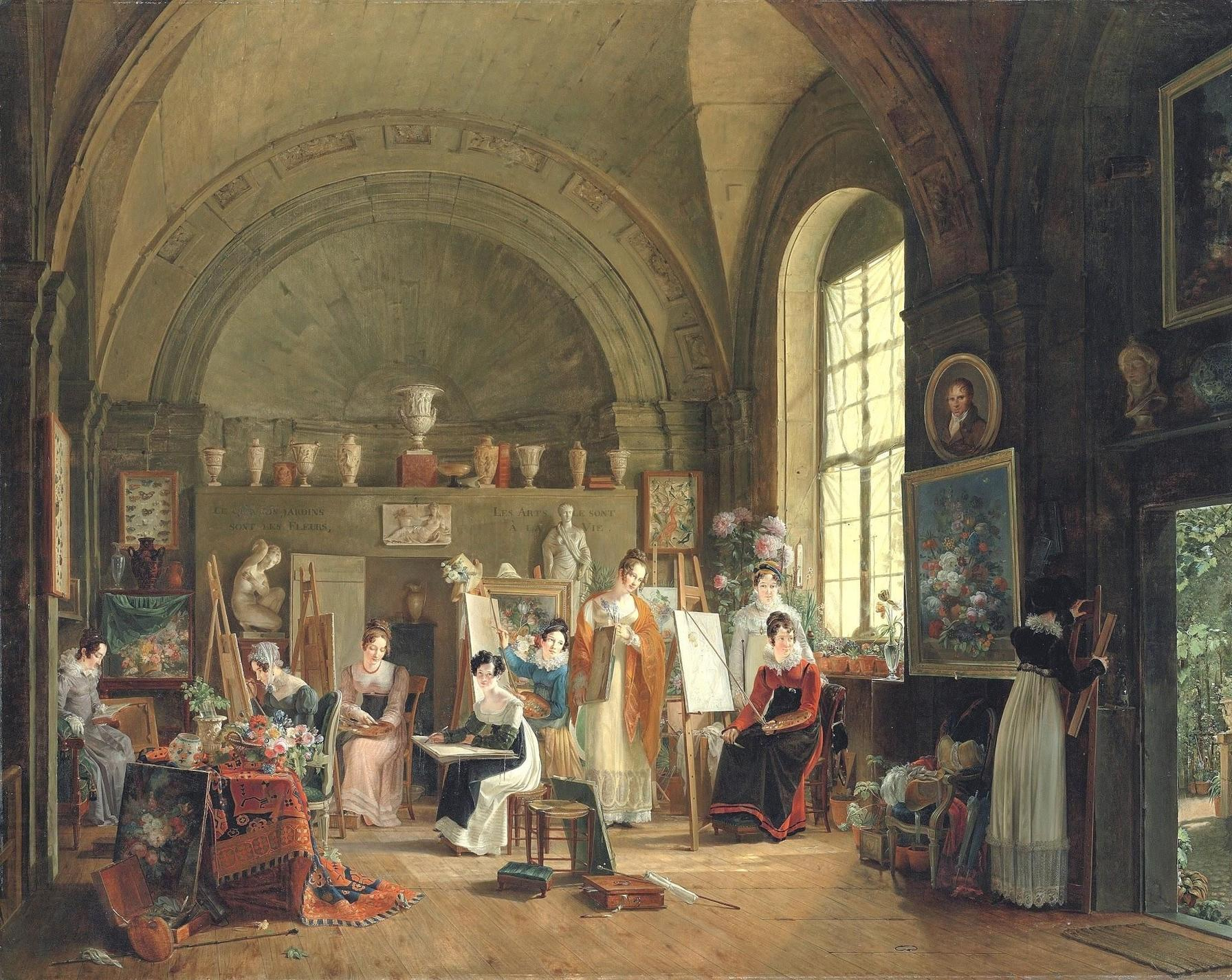
Malkurs-Atelier innerhalb der Sorbonne. Gemälde von 1816

Parallel mit der allmählichen Konsolidierung von Paris als Zentrum der französischen Monarchie vollzog sich auch eine Aufwertung der Stadtgebiete auf dem linken Seine-Ufer. Ein markanter Einschnitt war die von Philipp-August errichtete Stadtmauer Ende des 12. Jahrhunderts, die große Teile des nördlichen Arrondissement-Gebiets mit einschloss. Mit der 1257 erfolgten Gründung der Sorbonne avancierte das als „lateinisches Viertel“ bekannte Gebiet zu einem bedeutenden Teil innerhalb der gesamtstädtischen Infrastruktur. Die Entwicklung im Hundertjährigen Krieg mit seinen wechselnden Fronten schlug sich auch im Quartier Latin nieder. Der im Juli 1358 dort seinen Ausgang nehmende Aufstand gegen die Präsenz englischer Söldner griff schnell auf große Teile des Stadtgebiets aus. Die Anzahl der Todesopfer im Quartier Latin belief sich auf rund dreißig.
Die Sorbonne – zunächst ein Kolleg für die Absolvierung theologischer Studien – entwickelte sich bis zur Frühneuzeit zu einer Bildungsinstitution mit großer Ausstrahlkraft. Verstärkt wurde diese Entwicklung dadurch, dass sich in ihrem räumlichen Umfeld ein wichtiges Zentrum der europäischen Druckkunst etablierte. Robert Estienne, Geoffroy Tory, Antoine Augereau und sein Schüler Claude Garamond spielten nicht nur eine Schlüsselrolle bei der Entwicklung des Buchdrucks sowie leicht lesbarer Schriftarten. Das in diesem Milieu verbreitete humanistische Gedankengut führte auch zu Konflikten mit der Obrigkeit – vor allem den kirchlichen Leitungsebenen der Sorbonne. Die Auseinandersetzungen zwischen Monarchie und katholischer Kirche einerseits und den calvinistischen Hugenotten vertieften die schwelenden Konflikte. Eine Folge davon war ein im Zug der späten Hugenottenkriege ausgebrochener Aufstand im Jahr 1588, in dessen Zug sich die Bevölkerung des Quartiers auf die Seite des katholischen Herzogs von Guise schlug.
Im Rahmen der Urbanisierung unter Ludwig XIII. und Ludwig XIV. wurden die Straßen des Viertels weiter ausgebaut. Gleichzeitig entstanden klarere Quartiersgrenzen zwischen dem geistlichen, intellektuellen und handwerklichen Teil des Arrondissements. Die Französische Revolution hinterließ hier – anders als im benachbarten Bezirk Saint-Germain, wo sich der einflussreiche Club des Cordeliers formierte – vor allem repräsentative Spuren: Das unweit der Sorbonne errichtete Panthéon, im 18. Jahrhundert als Kirche errichtet, wurde erstmals zu einer republikanisch-nationalen Ruhmeshalle umgewidmet – eine Funktion, die es, mit Unterbrechungen, bis heute einnimmt.
Im Zug der bürgerlichen Revolutionen 1830 und 1848 war das Quartier Latin ein wichtiger Schauplatz. Im Juni 1848 fanden unweit des Panthéon heftige Barrikadenkämpfe statt, in deren Zug Militär gegen aufständische Arbeiter vorging, die sich gegen die Schließung der Nationalwerkstätten zur Wehr setzten. Bei der Niederschlagung der Pariser Kommune im Verlauf der blutigen Maiwoche fanden um das Panthéon herum ebenfalls erbitterte Kämpfe statt; von den vorrückenden Regierungstruppen exekutiert wurde in deren Zug unter anderem der Kommune-Sicherheitsdelegierte Raoul Rigault.
Die Haussman’schen Stadterneuerungsaktivitäten zur Zeit des Zweiten Kaiserreichs umsäumten den historischen Arrondissement-Kern eher, als dass sie massiv in ihn eingriffen. Breite Boulevards wie die Nord-Süd-Verbindung Boulevard Saint-Michel sowie die West-Ost-Achse Boulevard Saint-Germain entstanden. Die Bièvre, ein seit dem Mittelalter von Färbern und Gerbern genutztes und entsprechend stark verschmutztes Gewässer, wurde im Verlauf des 19. Jahrhunderts überbaut. Die kulturellen Trends der Belle Epoque tangierten das Gebiet des 5. Arrondissements eher in randständiger, indirekter Form. Als Studentenviertel und Zentrum des intellektuellen Lebens war das Quartier Latin zwar eine namhafte Komponente im Gefüge der Hauptstadt. In der Zwischenkriegszeit avancierten jedoch vor allem das benachbarte 6. Arrondissement (Saint-Germain-des-Prés) sowie Montparnasse zu neuen Zentren von Bohème und kulturellem Leben. Zeitweilig Quartier im 5. Arrondissement bezogen die beiden Schriftsteller Ernest Hemingway (in der Rue du Cardinal Lemaine) und George Orwell (in der Rue Mouffetard).
Die deutsche Besatzung 1941–44 betraf das Universitätsviertel sowie benachbarte Gebiete eher in durchschnittlichem als in herausragendem Ausmaß; die logistischen Zentren der Besatzung befanden sich vorwiegend auf dem rechten Seine-Ufer. Zu einem umkämpften Gebiet im Zug der Befreiung von Paris im August 1944 wurde die Kreuzung von Boulevard Saint-Michel und Boulevard Saint-Germain. Internationale Aufmerksamkeit erhielt das Quartier Latin im Zug der Ereignisse um den Pariser Mai 68. Die Studentenunruhen, deren ursprünglicher Ausgangspunkt in Nanterre lag (konkret: den dorthin mittlerweile ausgelagerten Teilen der Universität), griffen rasch auf das Gebiet der Sorbonne und die umliegenden Viertel über. In der ersten Maiwoche 1968 avancierte das Quartier Latin zu einem Epizentrum des Aufstands, dessen weitere Umgebung tagelang von Barrikaden und Straßenkämpfen geprägt war.

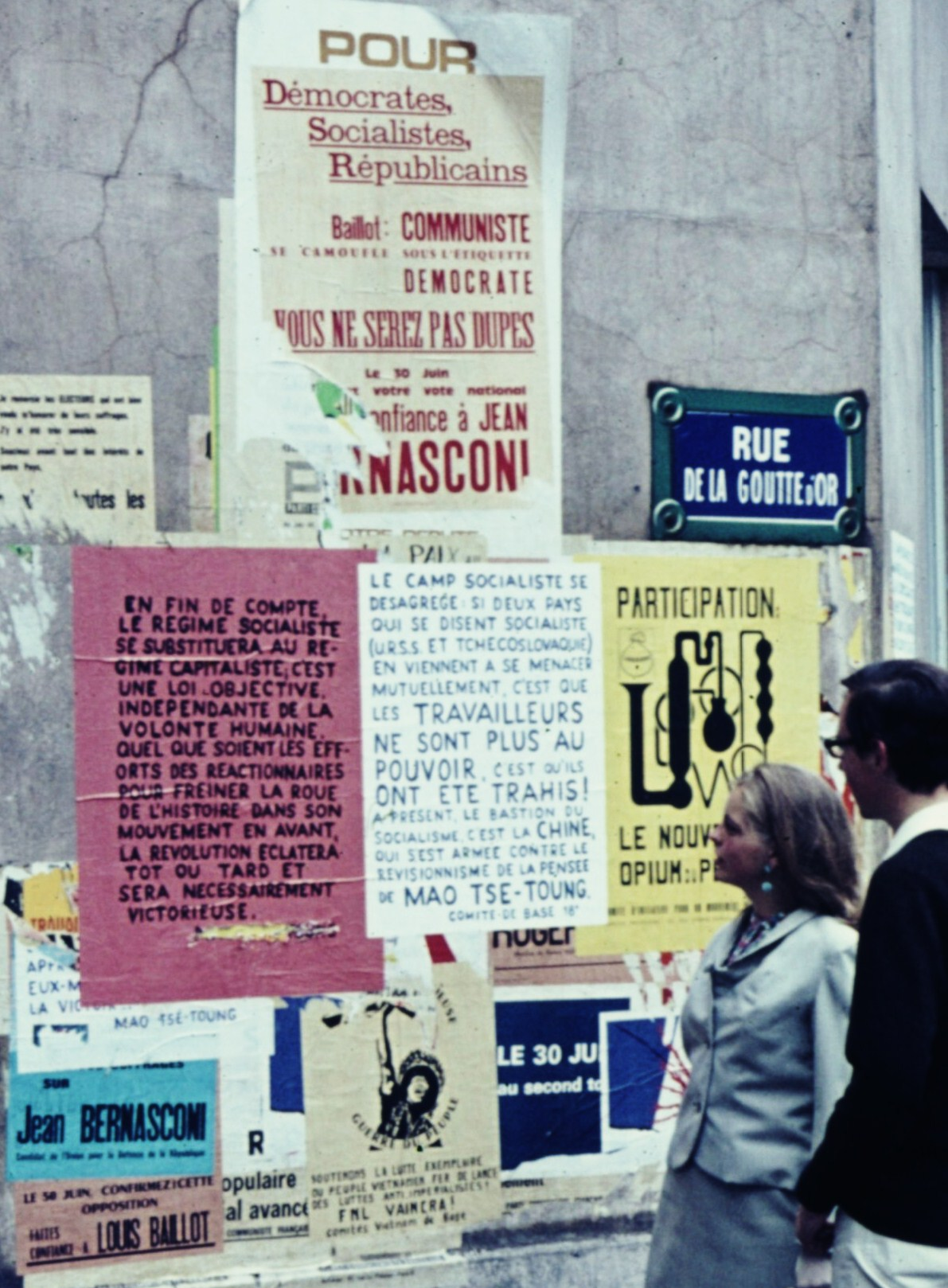
Wandanschläge im Juli 1968

Die Entwicklung des Bezirks danach wurde von unterschiedlichen Entwicklungen geprägt. Eine davon war die weitere räumliche Diversifizierung der Universität – zu Tage tretend unter anderem im neuen UPMC-Komplex im Ostteil des Arrondissements. Ungeachtet dessen behielt das alte Sorbonne-Zentrum einen Großteil seines herausragenden Renommées bei. Eine bis heute renommierte Einrichtung in ihrem Gefüge ist das für die Allgemeinheit zugängliche Collège de France – eine Einrichtung, in deren neuerer Geschichte unter anderem Roland Barthes, Michel Foucault, Pierre Bourdieu und Claude Lévi-Strauss Vorlesungen abhielten. Dem im Quartier Latin noch befindlichen Teil der Sorbonne machten im neuen Jahrtausend Probleme wie Überfüllung sowie ein organisatorisch teils kaum noch zu gewährleistender Lehrbetrieb zu schaffen. Die prekäre Lage vieler Studierender zeigte sich in den Studentenprotesten 2006, deren Auslöser die Aufweichung des Kündigungsschutzes war.
Wie das Gros der Altbau-geprägten Bezirke in der Innenstadt kämpft auch das 5. Arrondissement mit Gentrifizierungs-Tendenzen sowie, damit verbunden, ansteigenden Mieten. Zu Vergnügungsmeilen für ein vorwiegend hippes, jüngeres Publikums haben sich die Straßenzüge um Rue Mouffetard sowie die Seine-nahe Rue de la Huchette entwickelt. Auch am allgemeinen Paris-Tourismus partizipiert das Arrondissement. Ein Grund hier: die zahlreichen, zum Teil bis in die Antike zurückreichenden Sehenswürdigkeiten im Bezirk.

## Viertel im 5. Arrondissement

Die Stadtviertel im 5. Arrondissement

Das 5. Arrondissement besteht aus den folgenden vier Stadtvierteln:
- Quartier Saint-Victor
- Quartier du Jardin des Plantes
- Quartier du Val-de-Grâce
- Quartier de la Sorbonne

Nach der offiziellen Zählung der Pariser Stadtviertel handelt es sich dabei um die Quartiers 17 bis 20.

## Bevölkerung
Den Zahlen des Statistik-Portals citypopulation.de von 2021 zufolge leben in dem 2,54 Quadratkilometer großen Arrondissement 56.841 Menschen. Das entspricht einer Bevölkerungsdichte von 22.378 Personen pro Quadratkilometer. Die Bevölkerungsabnahme zwischen 2015 und 2022 verlief mit −0,71 % eher moderat. 25.975 der aufgeführten Bewohner waren männlich, 30.866 weiblich, 7743 jünger als 18 Jahre, 37.916 zwischen 18 und 65 und 11.182 über 65 Jahre. Die französische Staatsbürgerschaft besaßen 49.736, eine andere 7105. Als Nichtimmigranten führte die Statistik 47.238 Bewohner auf, als Immigranten 9603.
Die Einwohnerentwicklung verzeichnete ein anhaltendes Hoch bis in die 1950er Jahre, um bis zur Jahrtausendwende dann auf weniger als die Hälfte derjenigen im Jahr 1911 zu sinken. 1861 wurden in dem neu begründeten Arrondissement 107.326 Einwohner gezählt. Einen (kurzzeitigen) Einbruch auf knapp 97.000 ergab die Zählung von 1872. Einen Zenit erreichte die Einwohneranzahl 1911 mit 121.377. 1954 lebten in dem Bezirk 106.443 Einwohner; danach verringerte sich die Einwohnerzahl in Sprüngen auf den Wert 58.849 im Jahr 1999. Seit der Jahrtausendwende hat sich der Trend abgeflacht; die Zahlen von 2021 liegen nur noch geringfügig unter denen von 1999.
Bei der Bevölkerungsverteilung innerhalb der vier Quartiere warten die beiden südlichen (Val-de-Grâce und Jardin des Plantes) mit deutlich höheren Einwohnerzahlen auf als die beiden nördlichen im „alten“ Teil des Quartier Latin (Saint-Victor und Sorbonne). Konkret verteilten sich die Einwohnerzahlen 2021 wie folgt:
- Saint-Victor: 11.480 Einwohner
- Jardin des Plantes: 17.180 Einwohner
- Val-de-Grâce: 19.013 Einwohner
- Sorbonne: 9.099 Einwohner

## Rathaus
Das Rathaus des 5. Arrondissements befindet sich am Place du Panthéon 21, 75005 Paris.

## Politik
Das 5. Arrondissement ist intellektuell und bürgerlich-konservativ geprägt (viele Universitätsangehörige, Journalisten und Schriftsteller leben im Viertel). Es war das Arrondissement der Wahl von Jacques Chirac und von Jean Tiberi, der von 2001 bis 2014 Bürgermeister des Arrondissements war. Seither bekleidet dieses Amt Florence Berthout (UMP bzw. Les Républicains).

Sehenswürdigkeiten, Plätze und Straßen
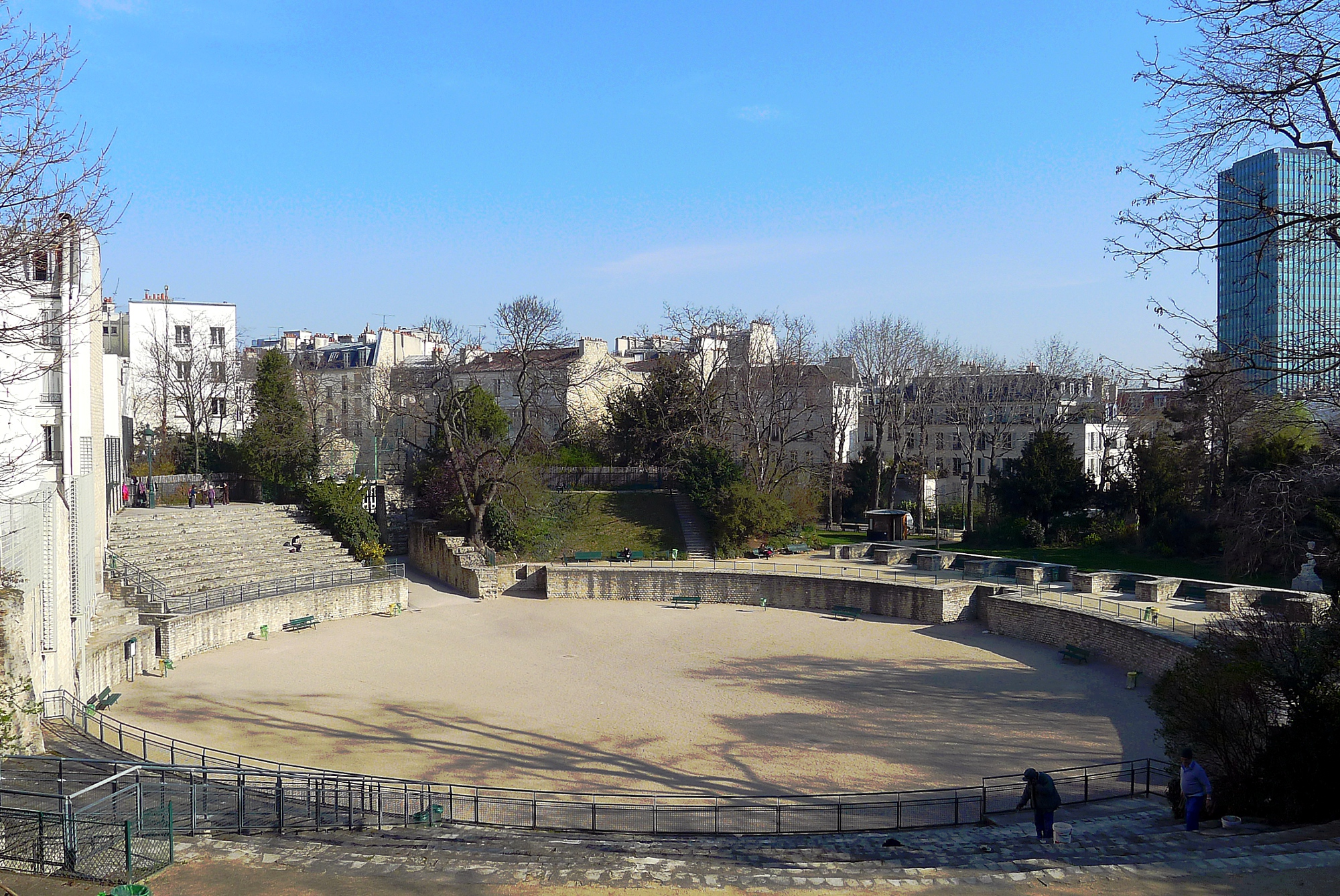
Antike Arena von Lutetia
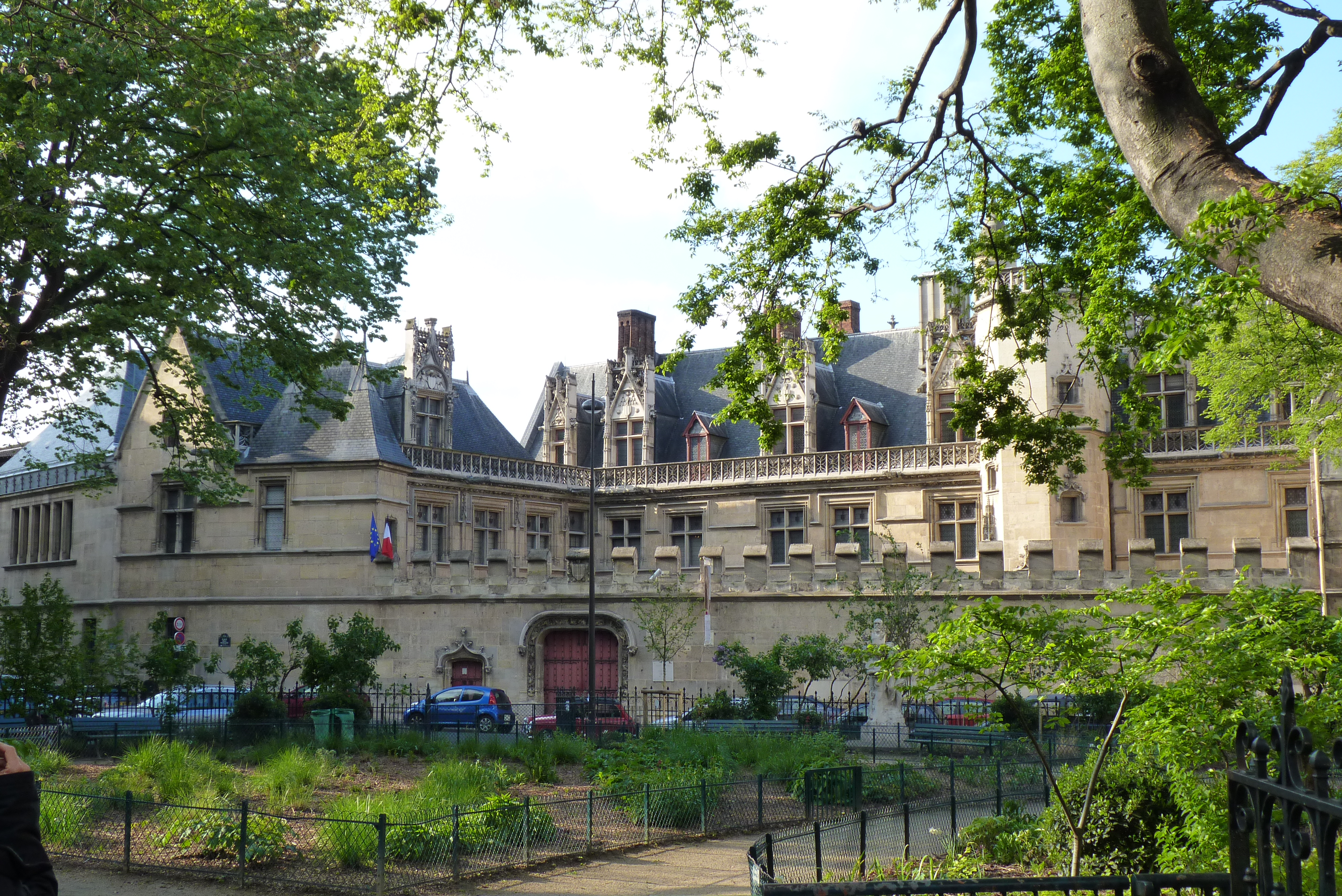
Hôtel de Cluny
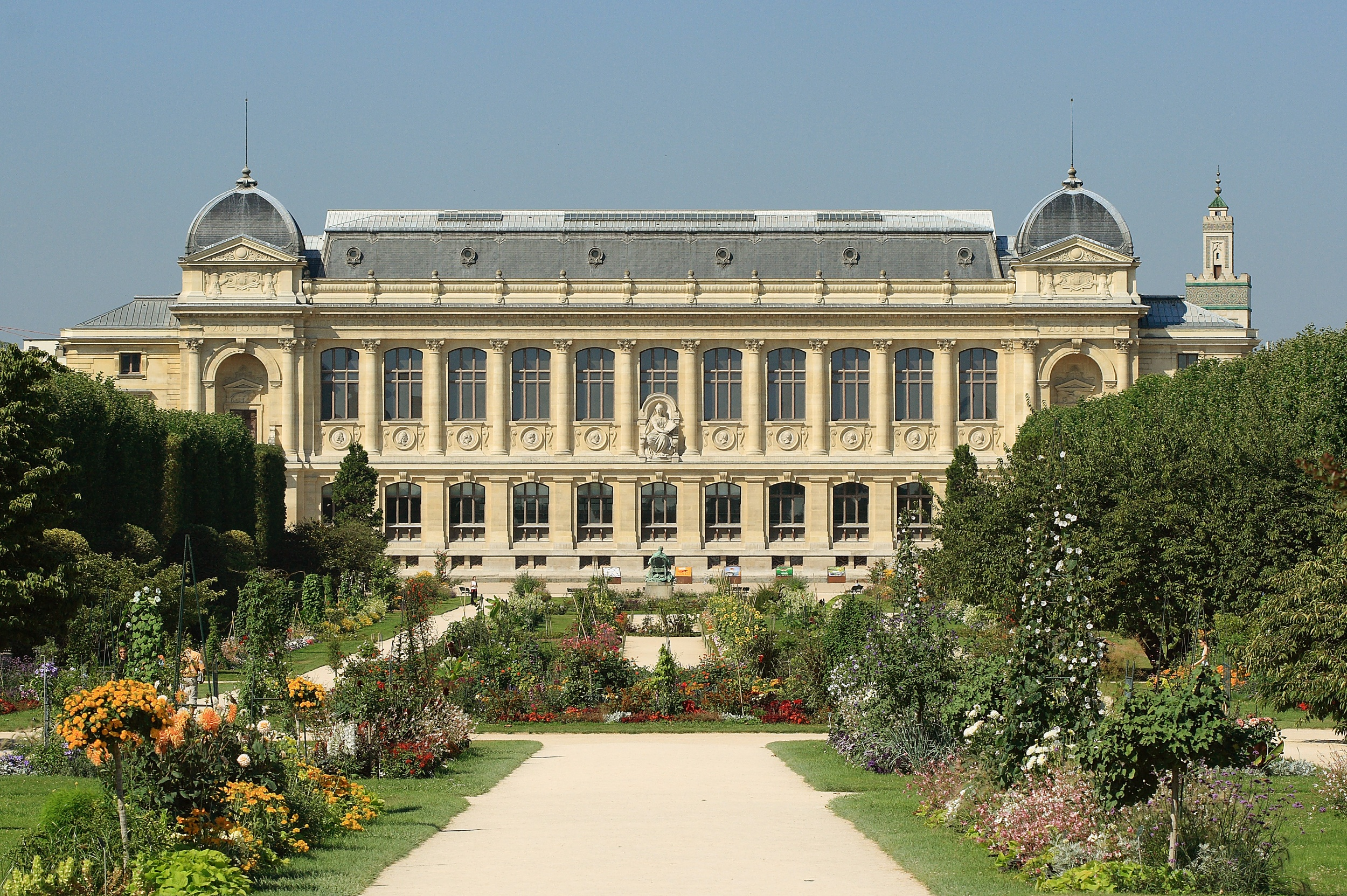
Jardin des Plantes
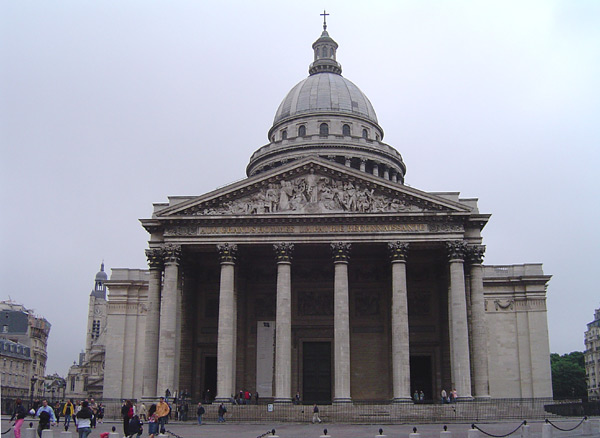
Panthéon
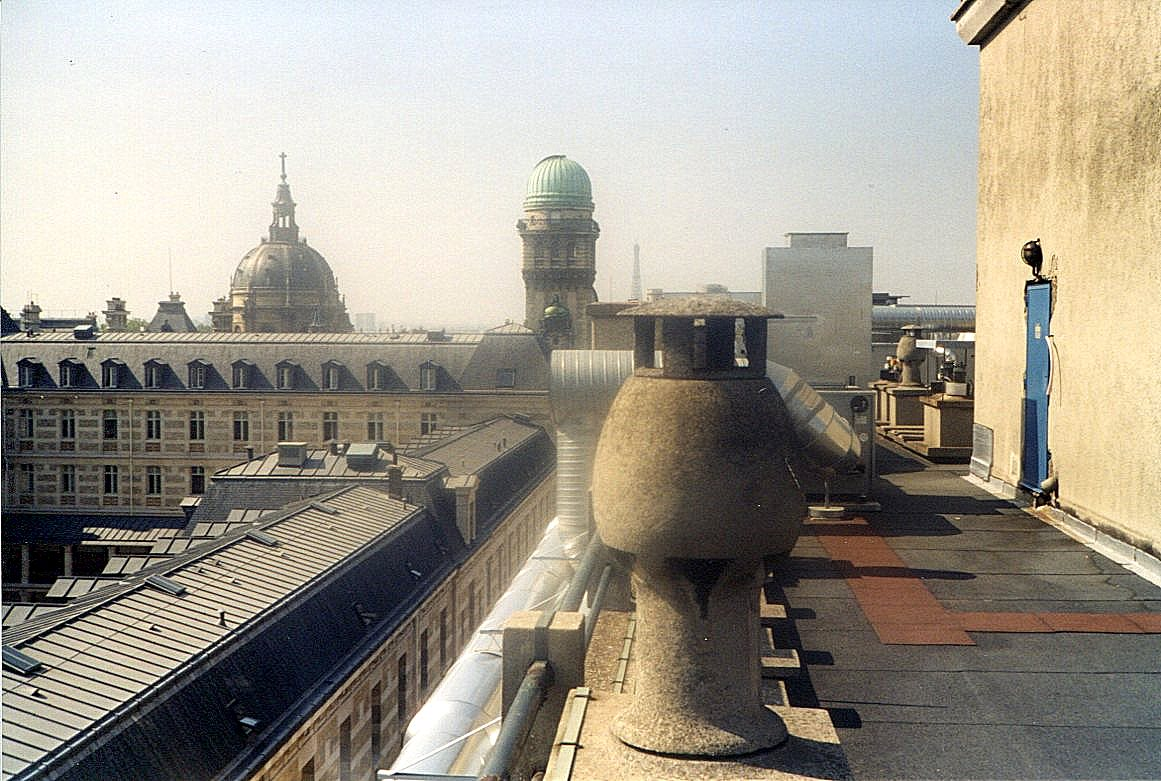
Collège de France an der Sorbonne
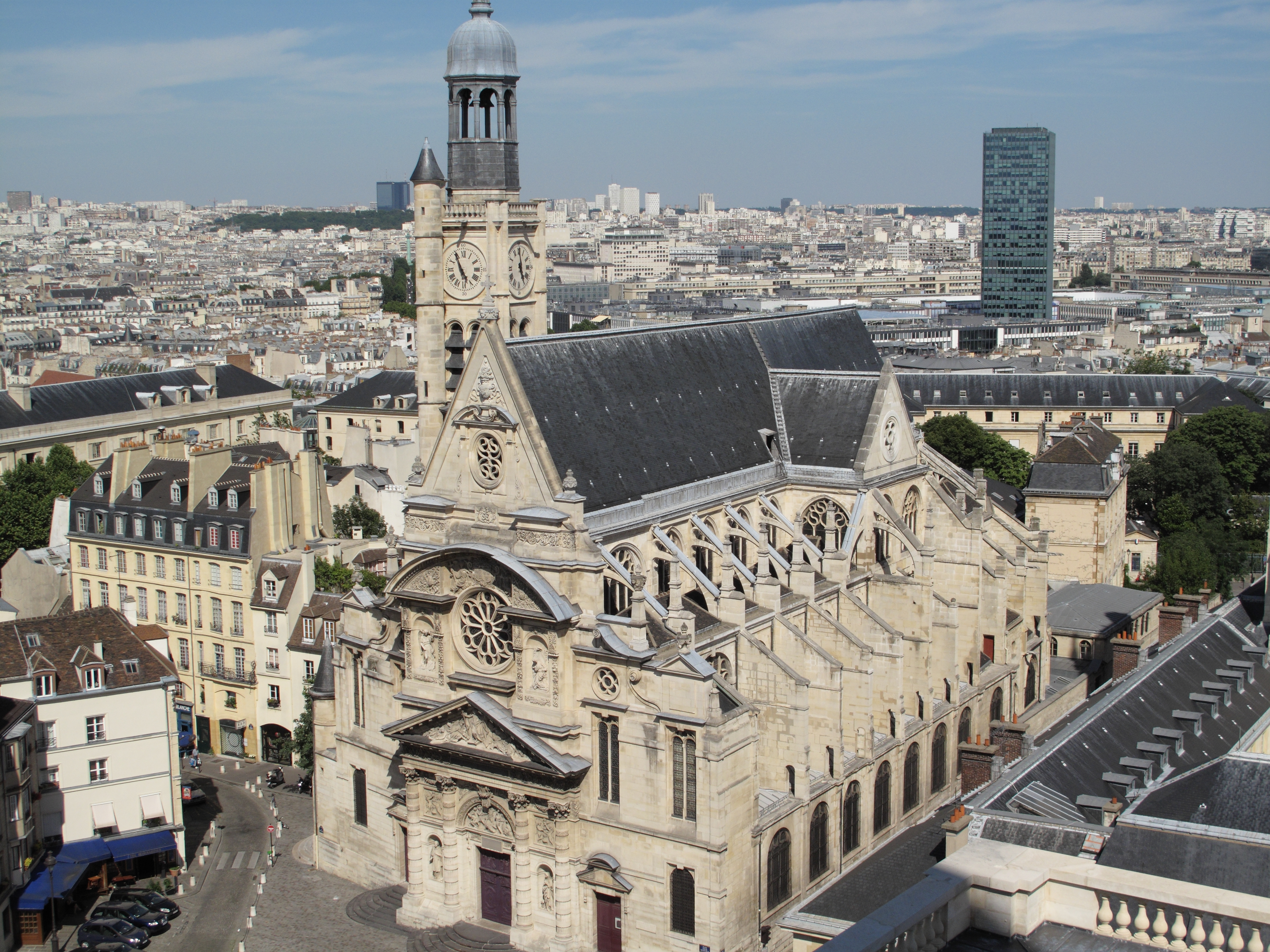
Kirche Saint-Étienne-du-Mont
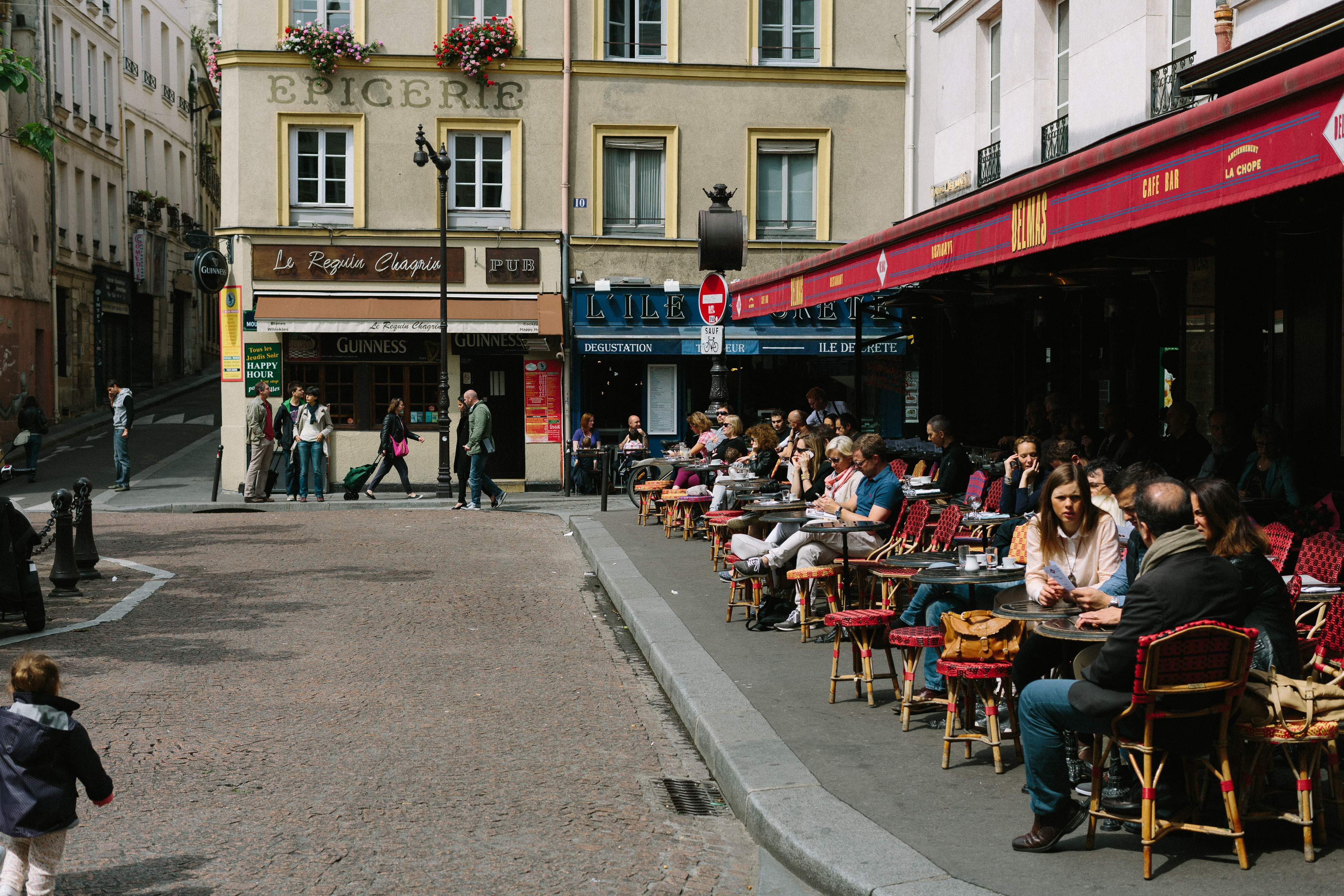
Place de la Contrescarpe
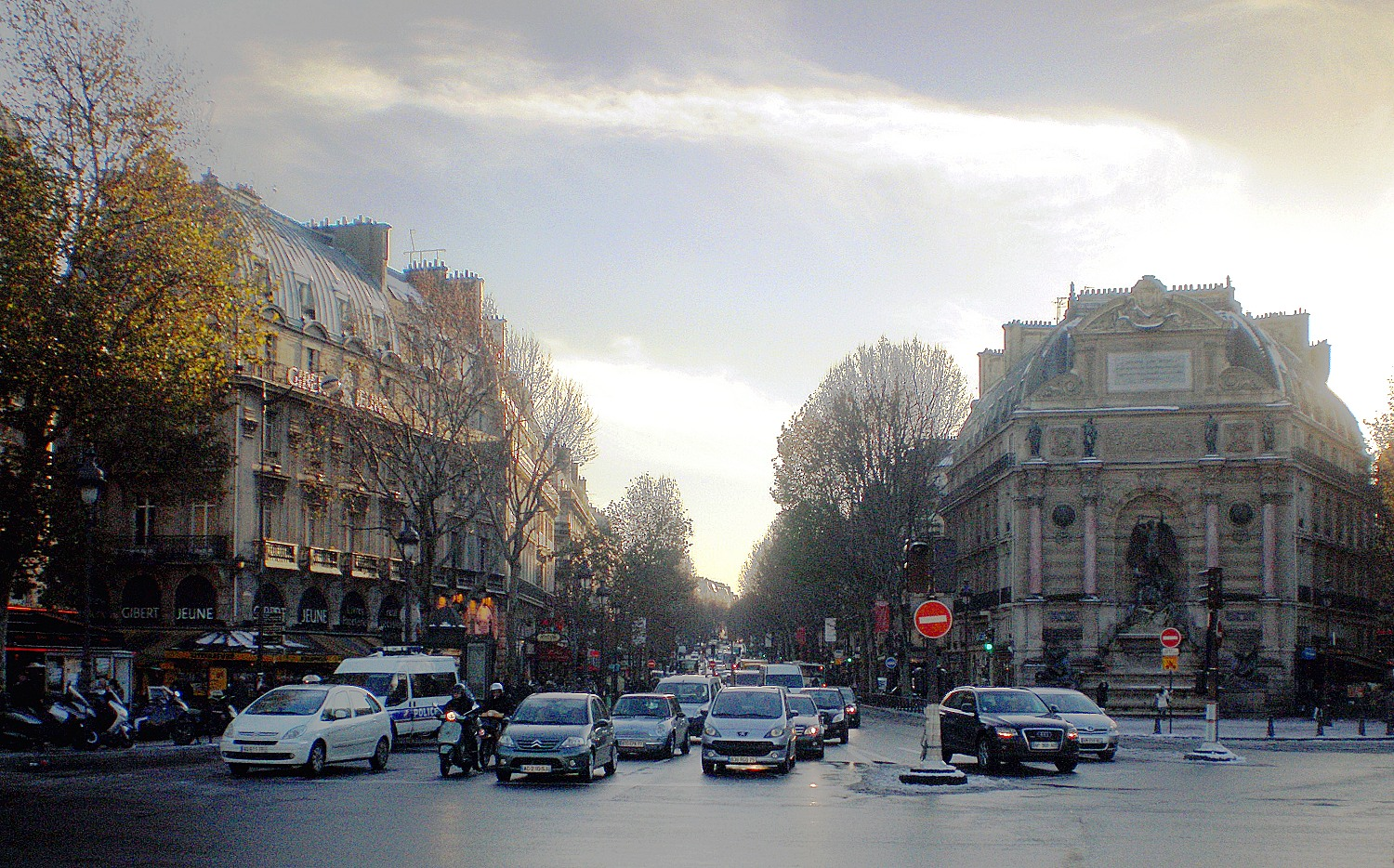
Beginn des Boulevard Saint-Michel
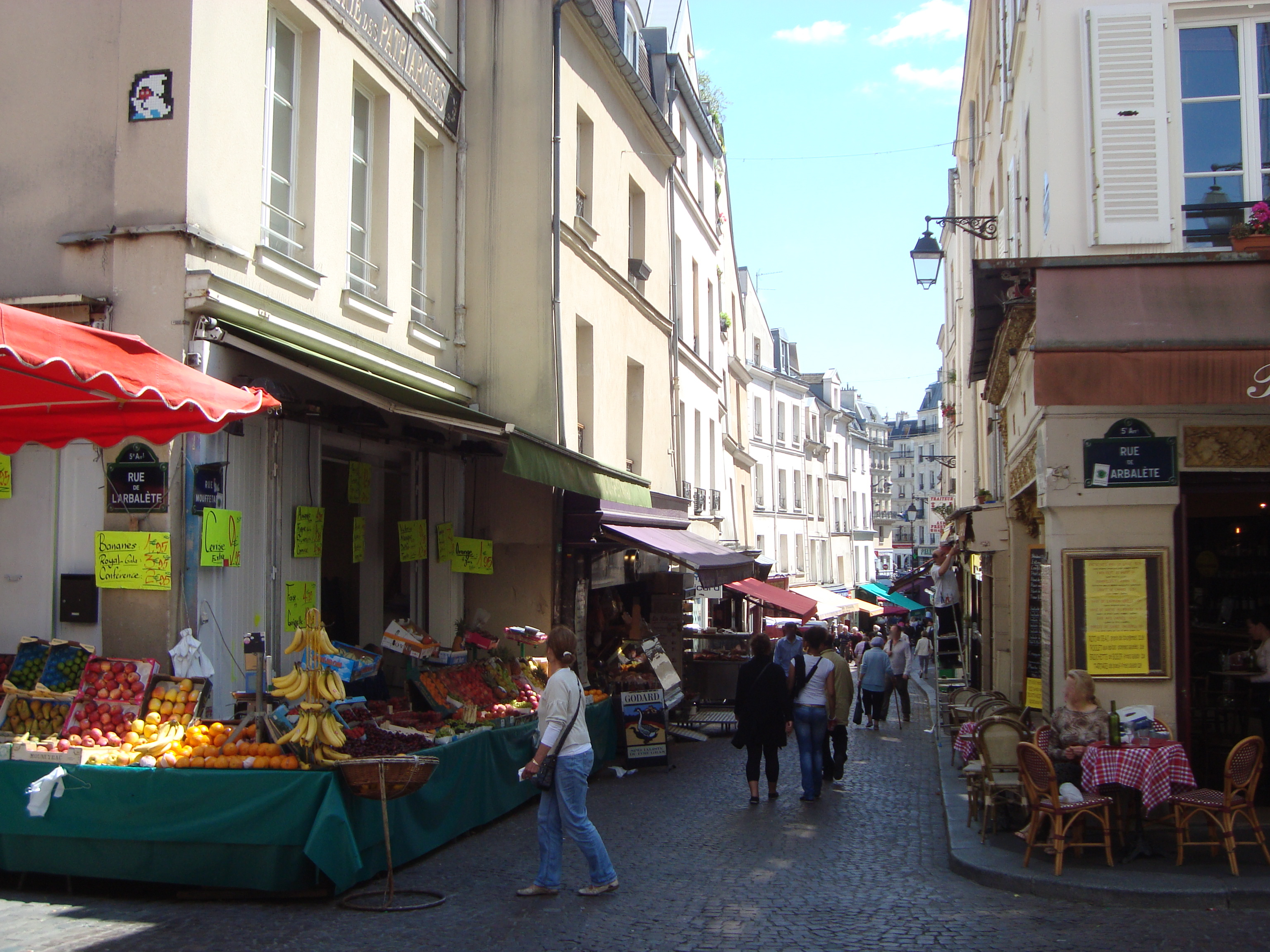
Rue Mouffetard
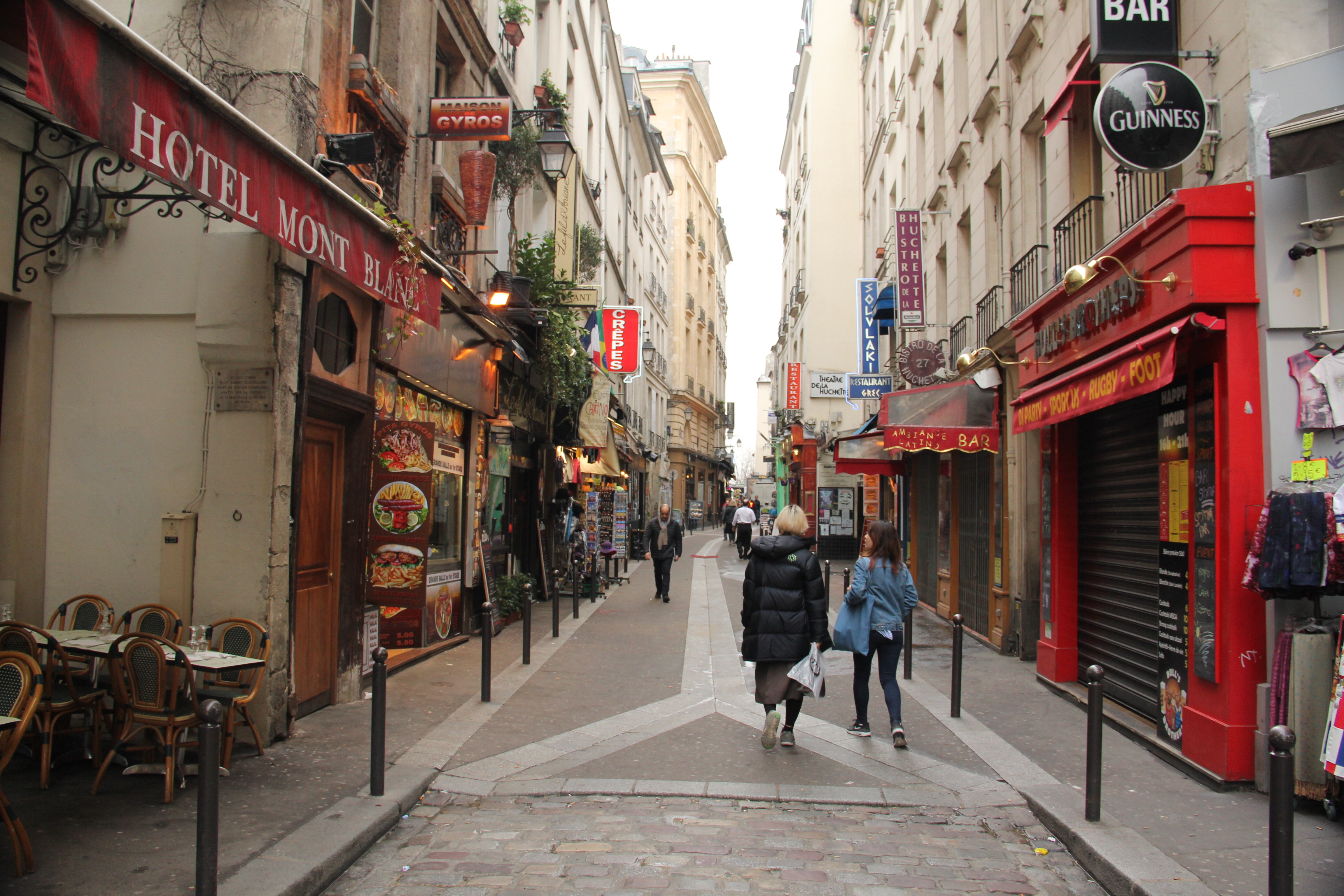
Rue de la Huchette

## Sehenswürdigkeiten

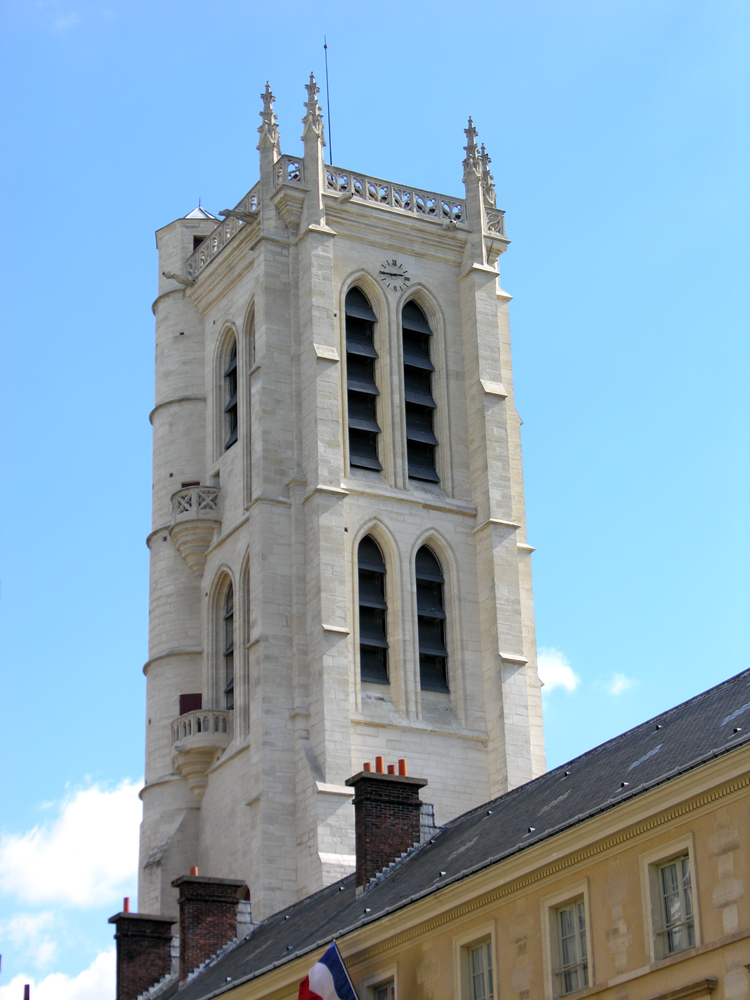
Tour Clovis des Lycée Henri IV

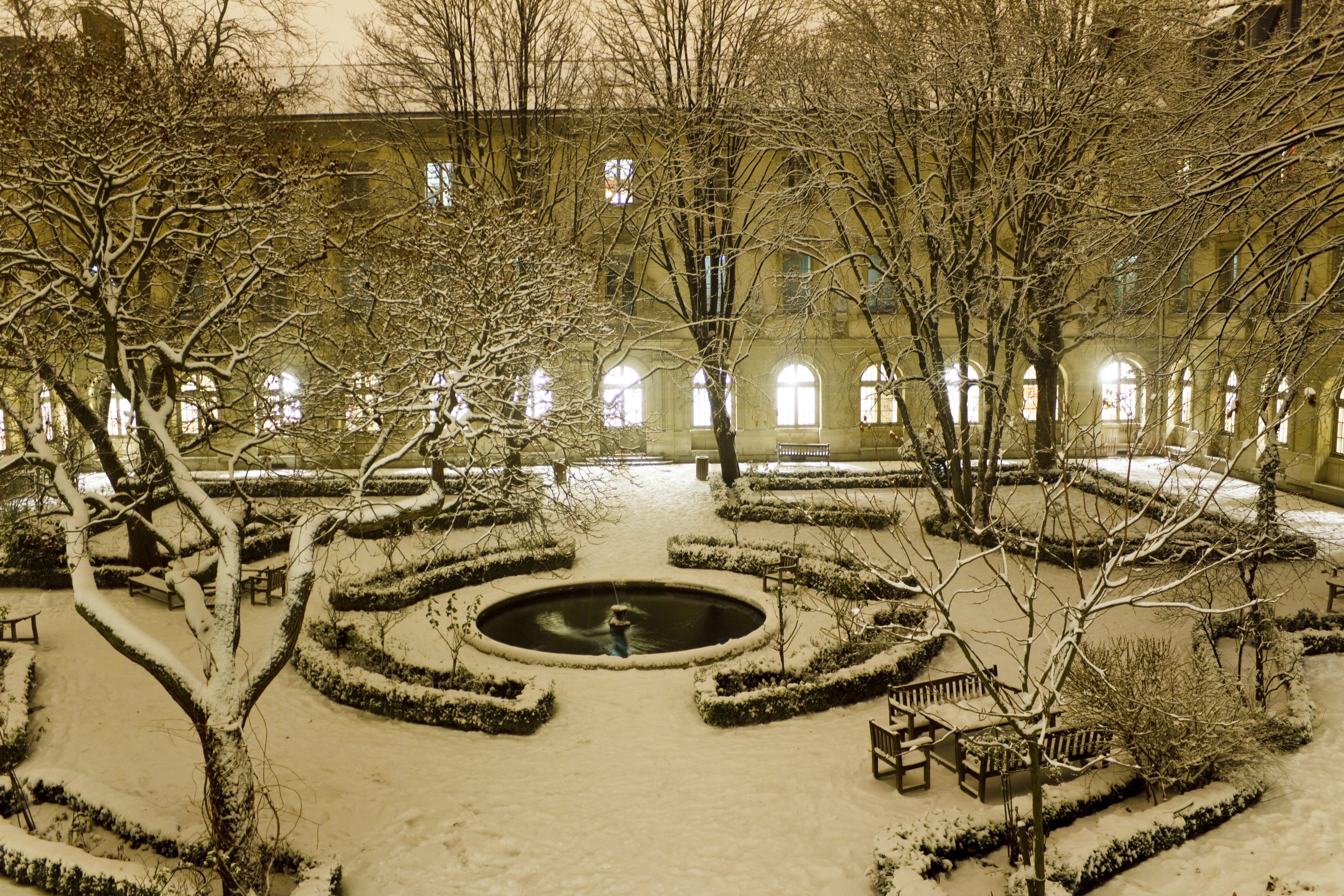
Innenhof der École normale supérieure

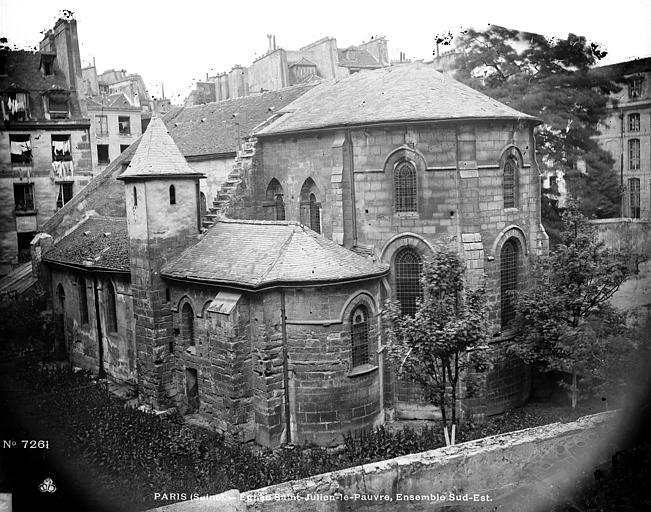
Chor und Südkapelle der Kirche St-Julien-le-Pauvre (vor 1926)

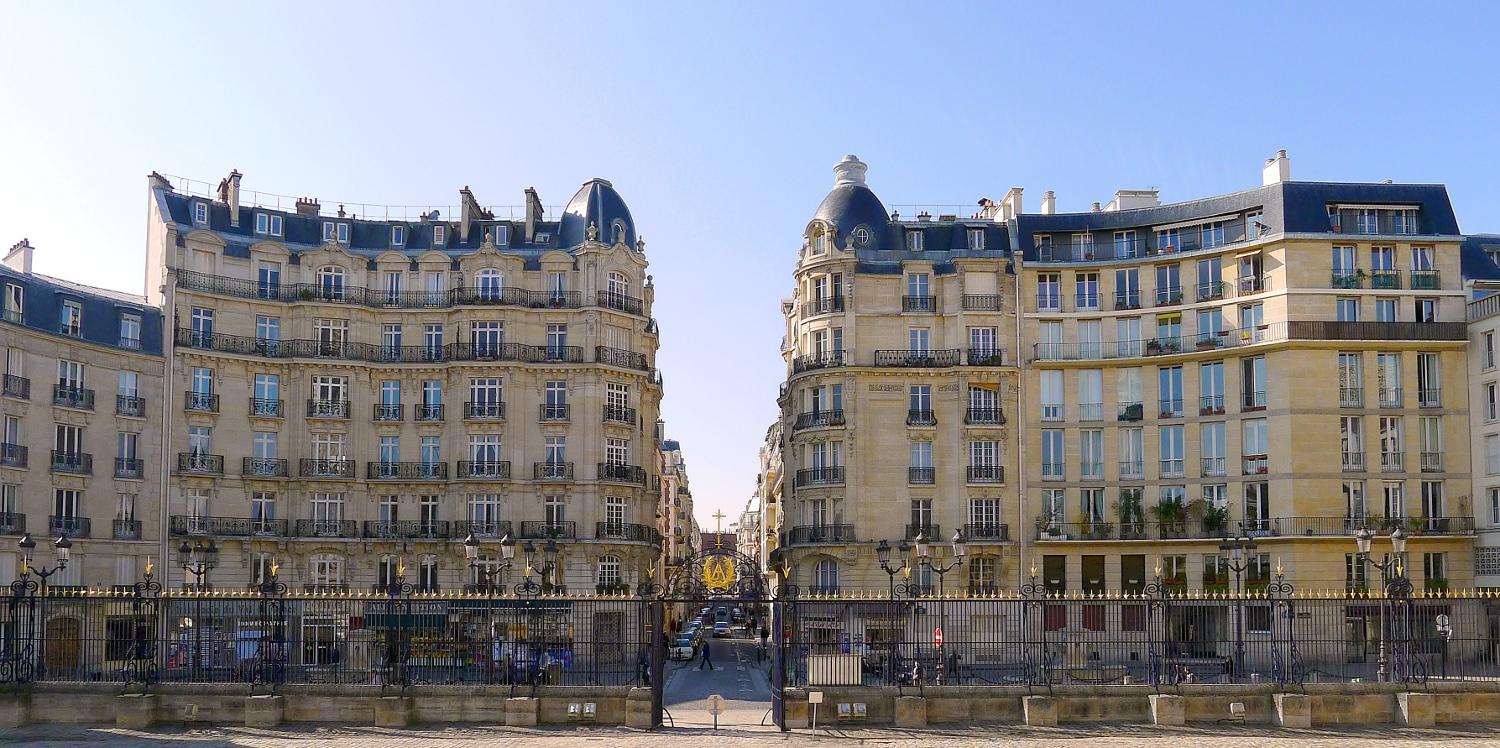
Place Alphonse Laveran an der Rue Saint-Jacques

### Weltliche Bauten
- Arena von Lutetia (frz. Arènes de Lutèce)
- Collège de France
- École Normale Supérieure (ENS)
- École polytechnique (historische Gebäude, teilweise belegt durch Ministère de la Recherche, der Campus ist umgezogen nach Palaiseau)
- Hôtel de Cluny mit Musée national du Moyen Âge (Nationalmuseum des Mittelalters)
- Institut du monde arabe (IMA; Institut der arabischen Welt)
- Hauptsitz des AgroParisTech in der rue Claude Bernard (ehemaliges Institut national agronomique)
- Lycée Henri IV
- Lycée Louis-le-Grand
- Panthéon
- Sorbonne
- Théâtre de la Huchette
- Universität Paris III (Sorbonne nouvelle)
- Campus de Jussieu (Universitäten Paris VI und Paris VII und IPGP)

### Sakralbauten
- Saint-Julien-le-Pauvre, älteste Kirche von Paris
- Saint-Nicolas-du-Chardonnet
- Panthéon, ehemalige Klosterkirche, heute Mausoleum
- St-Jacques-du-Haut-Pas
- St-Séverin
- St-Étienne-du-Mont
- Val-de-Grâce, ehemalige Klosterkirche, heute Teil des Militärkrankenhauses
- Grande Mosquée de Paris, die größte Moschee Frankreichs
- (nicht mehr existent) Abtei Saint-Victor
- Pariser Moschee

### Parks und Gärten
- Jardin des Plantes (Botanischer Garten)

## Wichtige Straßen und Plätze
- Rue des Anglais
- Rue des Arènes
- Square des Arènes de Lutèce
- Rue du Cardinal-Lemoine
- Rue des Carmes
- Rue Censier
- Rue Claude-Bernard
- Rue de la Clef
- Rue Clovis
- Place de la Contrescarpe
- Rue Galande
- Avenue des Gobelins
- Rue Gay-Lussac
- Rue Geoffroy-Saint-Hilaire
- Rue de la Harpe
- Rue de la Huchette
- Rue Jussieu
- Rue Lacépède
- Rue Lagrange
- Rue Monge
- Rue de la Montagne-Sainte-Geneviève
- Rue Mouffetard
- Place du Panthéon
- Rue Pierre et Marie Curie
- Rue Poliveau
- Rue des Prêtres-Saint-Séverin
- Rue du Puits de l’Ermite
- Boulevard Saint-Germain
- Rue Saint-Jacques
- Boulevard Saint-Michel
- Rue Saint-Séverin
- Rue de la Sorbonne
- Rue d’Ulm